# هارلان بيكر
هارلان بيكر (بالإنجليزية: Harlan Baker)‏ هو سياسي أمريكي، ولد في 1947 في وايت بلينس في الولايات المتحدة. حزبياً، نشط في Maine Democratic Party ‏. وقد انتخب عضو مجلس نواب مين.